# دوني وايت
دوني وايت (بالإنجليزية: Donny White)‏ هو لاعب كرة قاعدة أمريكي، ولد في عقد 1940.